# Шевченко, Гавриил Матвеевич
Гавриил Матвеевич Шевченко (13 июля 1888, Кубанская область, Российская империя  — 1942, Коми АССР) — российский военный и политический деятель. Вахмистр Русской императорской армии, в период распада Российской империи — советский военачальник — заместитель командующего Уссурийским фронтом, начальник Анучинского партизанского военного района Красной Армии РСФСР и заместитель командующего войсками Приморским фронтом НРА Дальневосточной республики, командир полка Отдельной Дальневосточной кавалерийской бригады Красной Армии, принимавший активное участие в установлении Советской власти в Сибири и на Дальнем Востоке, участник Гражданской войны.

## Биография
Родился в Кубанской области России в казачьей семье Домны Прокофьевны и Матвея Шевченко 13 июля 1888 года. По набору его родители переехали на Дальний Восток для укрепления Уссурийского казачества. Поселились в станице Гродеково, ныне посёлок Пограничный Приморского края.
В ноябре 1909 года был зачислен на действительную военную службу в Уссурийский казачий полк. После окончания кавалерийской учебной команды в мае 1910 года получил звание младшего урядника.

### Первая мировая война
Участвовал в боевых действиях в 1-ю мировую войну, в составе Уссурийского казачьего полка с 1914 по 1917 года, в должности вахмистра. Полный Георгиевский кавалер.

### Революция и Гражданская война
После возвращения на Дальний Восток в 1918 году организовал 1-й Красногвардейский отряд уссурийского казачества.
С марта по июнь 1918 года начальник советского гарнизона станицы Гродеково.
С июня 1918 заместитель командира Уссурийского фронта, действовавшего против его земляка атамана Калмыкова. После начала чехословацкого мятежа, с остатками фронта перешёл к партизанским действиям против интервентов и белогвардейцев. Его семья, вместе с родителями, была зверски уничтожена калмыковцами.
Операционный район действия партизанского отряда Г. М. Шевченко в 1918 - 1920 годах - юг Приморья (Зыбунный, Шкотово, Сучан). В его отряде действовал в качестве комиссара (идеолога) Я. И. Тряпицын, по воспоминаниям командующего американским экспедиционным корпусом генерала У. Грэвса.
После эвакуации всех экспедиционных сил интервентов и вероломного выступления японских сил,  5 апреля 1920 года, был назначен начальником Анучинского партизанского военного района, в должности которого пребывал по окончании гражданской войны в 1922 году.
Провёл ряд успешных операций против войск противника. Пользовался большой популярностью среди бойцов революционных войск и красных партизан. За активное участие в борьбе за власть Советов на Дальнем Востоке награждён орденом Красного Знамени.

### Советский период
По окончании гражданской войны командовал полком Отдельной Дальневосточной кавалерийской бригады. Одновременно с ноября 1922 по январь 1923 годов являлся членом Пограничного районного ревкома (ст. Гродеково), созданного вместо Управления Уссурийского казачьего войска с целью "перехода от казачьего самоуправления к единой советской административной системе".
В 1924 году демобилизовался с действующей армии и организовал коммуну, параллельно окончив курсы агрономов.
Участвовал в ликвидации антисоветских выступлений и мятежей в составе отрядов ЧОН.
В начале 1930-х годов, в связи с ухудшением здоровья направлен для лечения в Кисловодск, где и проживал с семьёй до 1937 года.
23 июня 1937 года арестован по обвинению в антисоветской агитации. 26 апреля 1938 года Военным трибуналом Северо-Кавказского военного округа осуждён на 10 лет лишения свободы. Находился в лагере в Коми АССР, где и умер от болезни в 1942 году.
В апреле 1958 года Военной коллегией Верховного суда СССР Гавриил Матвеевич Шевченко был реабилитирован посмертно.

## Г. М. Шевченко в культуре

### В художественной литературе
- Князев Л. Н. Век свободы не видать. - (персонаж рассказа под именем Матвеич).
- Сычев П. А. Земля омытая кровью. Дальневосточное книжное издательство, Владивосток, 1973. 50000 экз. - (персонаж повести под именем Гавриила Матвеевича Шевченко).

### Мемуары
- Грэвс У. Американская авантюра в Сибири. 1918—1920. Москва: Военгиз, 1932.

### Исследования
- Григорцевич С. Американская и японская интервенция на советском Дальнем Востоке и ее разгром (1918—1922). М., 1957.
- Дальний Восток России в период революций 1917 года и гражданской войны: Сборник научных статей (Материалы к I-й книге 3-го тома"Истории Дальнего Востока России"). — Владивосток: ДВО РАН, 1998. — 292с.

### Энциклопедии
- Шевченко Гавриил Матвеевич. 552-553 с.\Приморский край: краткий энциклопедический справочник. — Владивосток: ДВГУ, 1997. — 596с.